# Musée d'Alta
Pour les articles homonymes, voir Alta.

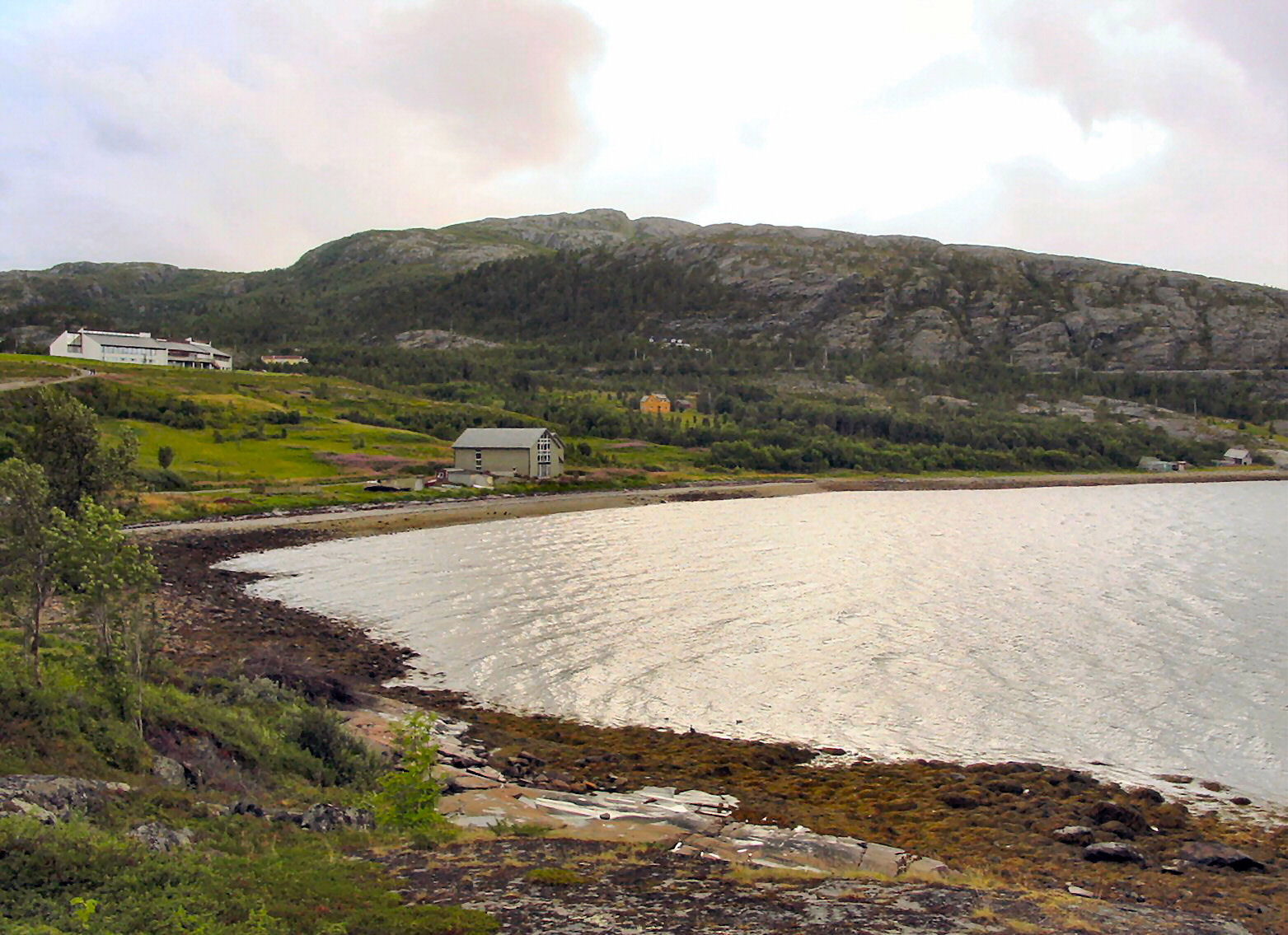
Bâtiment du musée d'Alta (en haut à gauche). Les gravures rupestres du patrimoine mondial se trouvent en diverses localisations entre le bâtiment et les rives de l'Altafjord

Le Musée d'Alta est situé à Alta, en Norvège septentrionale. Il présente un large panorama des cultures et industries  traditionnelles de la région, et notamment du peuple Saami et des communautés de pécheurs. Il doit cependant sa raison d'être à la présence à proximité des gravures rupestres d'Alta situées sur les rives de l'Altafjord, qui sont l'ensemble plus imposant et le plus nordique de gravures rupestres qui a été découvert, et à ce titre élu patrimoine mondial UNESCO. Le site, dont la datation a été établie à 11 000 ans, témoigne des premiers peuplements du Finnmark.
Le musée fut inauguré en juin 1991 et reçu le Prix du Musée européen de l'Année en 1993.